# 1951年
1951年（1951 ねん）は、西暦（グレゴリオ暦）による、月曜日から始まる平年。昭和26年。
この項目では、国際的な視点に基づいた1951年について記載する。

## 他の紀年法
- 干支：辛卯（かのと う）
- 日本（月日は一致）
  - 昭和26年
  - 皇紀2611年
- 中華民国（月日は一致）
  - 中華民国40年
- 朝鮮・韓国（月日は一致）
  - 檀紀4284年
  - 主体40年
- 仏滅紀元：2493年 - 2494年
- イスラム暦：1370年3月22日 - 1371年4月2日
- ユダヤ暦：5711年4月23日 - 5712年4月2日
- 修正ユリウス日(MJD)：33647 - 34011
- リリウス日(LD)：134488 - 134852

※檀紀は、大韓民国で1948年に法的根拠を与えられたが、1962年からは公式な場では使用されていない。

※主体暦は、朝鮮民主主義人民共和国で1997年に制定された。

## カレンダー
| 1月 |    |    |    |    |    |    |
| 日  | 月 | 火 | 水 | 木 | 金 | 土 |
|     | 1  | 2  | 3  | 4  | 5  | 6  |
| 7   | 8  | 9  | 10 | 11 | 12 | 13 |
| 14  | 15 | 16 | 17 | 18 | 19 | 20 |
| 21  | 22 | 23 | 24 | 25 | 26 | 27 |
| 28  | 29 | 30 | 31 |    |    |    |
|     |    |    |    |    |    |    |

| 2月 |    |    |    |    |    |    |
| 日  | 月 | 火 | 水 | 木 | 金 | 土 |
|     |    |    |    | 1  | 2  | 3  |
| 4   | 5  | 6  | 7  | 8  | 9  | 10 |
| 11  | 12 | 13 | 14 | 15 | 16 | 17 |
| 18  | 19 | 20 | 21 | 22 | 23 | 24 |
| 25  | 26 | 27 | 28 |    |    |    |
|     |    |    |    |    |    |    |

| 3月 |    |    |    |    |    |    |
| 日  | 月 | 火 | 水 | 木 | 金 | 土 |
|     |    |    |    | 1  | 2  | 3  |
| 4   | 5  | 6  | 7  | 8  | 9  | 10 |
| 11  | 12 | 13 | 14 | 15 | 16 | 17 |
| 18  | 19 | 20 | 21 | 22 | 23 | 24 |
| 25  | 26 | 27 | 28 | 29 | 30 | 31 |
|     |    |    |    |    |    |    |

| 4月 |    |    |    |    |    |    |
| 日  | 月 | 火 | 水 | 木 | 金 | 土 |
| 1   | 2  | 3  | 4  | 5  | 6  | 7  |
| 8   | 9  | 10 | 11 | 12 | 13 | 14 |
| 15  | 16 | 17 | 18 | 19 | 20 | 21 |
| 22  | 23 | 24 | 25 | 26 | 27 | 28 |
| 29  | 30 |    |    |    |    |    |
|     |    |    |    |    |    |    |

| 5月 |    |    |    |    |    |    |
| 日  | 月 | 火 | 水 | 木 | 金 | 土 |
|     |    | 1  | 2  | 3  | 4  | 5  |
| 6   | 7  | 8  | 9  | 10 | 11 | 12 |
| 13  | 14 | 15 | 16 | 17 | 18 | 19 |
| 20  | 21 | 22 | 23 | 24 | 25 | 26 |
| 27  | 28 | 29 | 30 | 31 |    |    |
|     |    |    |    |    |    |    |

| 6月 |    |    |    |    |    |    |
| 日  | 月 | 火 | 水 | 木 | 金 | 土 |
|     |    |    |    |    | 1  | 2  |
| 3   | 4  | 5  | 6  | 7  | 8  | 9  |
| 10  | 11 | 12 | 13 | 14 | 15 | 16 |
| 17  | 18 | 19 | 20 | 21 | 22 | 23 |
| 24  | 25 | 26 | 27 | 28 | 29 | 30 |
|     |    |    |    |    |    |    |

| 7月 |    |    |    |    |    |    |
| 日  | 月 | 火 | 水 | 木 | 金 | 土 |
| 1   | 2  | 3  | 4  | 5  | 6  | 7  |
| 8   | 9  | 10 | 11 | 12 | 13 | 14 |
| 15  | 16 | 17 | 18 | 19 | 20 | 21 |
| 22  | 23 | 24 | 25 | 26 | 27 | 28 |
| 29  | 30 | 31 |    |    |    |    |
|     |    |    |    |    |    |    |

| 8月 |    |    |    |    |    |    |
| 日  | 月 | 火 | 水 | 木 | 金 | 土 |
|     |    |    | 1  | 2  | 3  | 4  |
| 5   | 6  | 7  | 8  | 9  | 10 | 11 |
| 12  | 13 | 14 | 15 | 16 | 17 | 18 |
| 19  | 20 | 21 | 22 | 23 | 24 | 25 |
| 26  | 27 | 28 | 29 | 30 | 31 |    |
|     |    |    |    |    |    |    |

| 9月 |    |    |    |    |    |    |
| 日  | 月 | 火 | 水 | 木 | 金 | 土 |
|     |    |    |    |    |    | 1  |
| 2   | 3  | 4  | 5  | 6  | 7  | 8  |
| 9   | 10 | 11 | 12 | 13 | 14 | 15 |
| 16  | 17 | 18 | 19 | 20 | 21 | 22 |
| 23  | 24 | 25 | 26 | 27 | 28 | 29 |
| 30  |    |    |    |    |    |    |
|     |    |    |    |    |    |    |

| 10月 |    |    |    |    |    |    |
| 日   | 月 | 火 | 水 | 木 | 金 | 土 |
|      | 1  | 2  | 3  | 4  | 5  | 6  |
| 7    | 8  | 9  | 10 | 11 | 12 | 13 |
| 14   | 15 | 16 | 17 | 18 | 19 | 20 |
| 21   | 22 | 23 | 24 | 25 | 26 | 27 |
| 28   | 29 | 30 | 31 |    |    |    |
|      |    |    |    |    |    |    |

| 11月 |    |    |    |    |    |    |
| 日   | 月 | 火 | 水 | 木 | 金 | 土 |
|      |    |    |    | 1  | 2  | 3  |
| 4    | 5  | 6  | 7  | 8  | 9  | 10 |
| 11   | 12 | 13 | 14 | 15 | 16 | 17 |
| 18   | 19 | 20 | 21 | 22 | 23 | 24 |
| 25   | 26 | 27 | 28 | 29 | 30 |    |
|      |    |    |    |    |    |    |

| 12月 |    |    |    |    |    |    |
| 日   | 月 | 火 | 水 | 木 | 金 | 土 |
|      |    |    |    |    |    | 1  |
| 2    | 3  | 4  | 5  | 6  | 7  | 8  |
| 9    | 10 | 11 | 12 | 13 | 14 | 15 |
| 16   | 17 | 18 | 19 | 20 | 21 | 22 |
| 23   | 24 | 25 | 26 | 27 | 28 | 29 |
| 30   | 31 |    |    |    |    |    |
|      |    |    |    |    |    |    |

## できごと

### 1月
- 1月24日 - 八海事件

### 2月
- 2月8日 - ジョージ・オットー・ゲイがヘンリエッタ・ラックスの病理切片を入手。後に世界初のヒト細胞株となるHeLa細胞の素となる。
- 2月22日 - 築地八宝亭一家殺人事件

### 3月
- 3月4日 - 第1回アジア競技大会がインド・ニューデリーで開催（3月11日まで）。

### 4月
- 4月11日 - ダグラス・マッカーサー、朝鮮戦争の対応でハリー・S・トルーマン大統領と対立したためGHQ最高司令官を解任（英語版）される。
- 4月18日 - パリにおいて、欧州石炭鉄鋼共同体設立条約が調印される。
- 4月19日 - ボストンマラソンにて日本初参加の田中茂樹が優勝。
- 4月24日 - 桜木町事故により106人が死亡した。

### 6月
- 6月3日 - 社会主義インターナショナルが結成される。
- 6月21日 - ユネスコ、日本の正式加盟承認。

### 7月
・7月7日- 第1回湘南ひらつか七夕まつりが行われる。

### 9月
- 9月8日 - 日本国との平和条約・日本国とアメリカ合衆国との間の安全保障条約締結

### 10月
- 10月7日 - 1951年リビア憲法（英語版）制定。
- 10月15日 - シットコムの『アイ・ラブ・ルーシー』がアメリカCBSテレビで放映開始。
- 10月26日 - イギリス総選挙で保守党が勝利し、チャーチル保守党政権成立。

### 11月
- 11月12日 - 京大事件

### 12月
- 12月24日 - リビアがイタリアから独立
- 12月26日 - 練馬事件
- イスラエルは「帰還法」「不在者財産法」の二法を制定。

## 芸術・文化

### 映画
- アフリカの女王
- 白衣の男
- 巴里のアメリカ人
- 陽のあたる場所
- ふしぎの国のアリス
- 欲望という名の電車（監督：エリア・カザン）

## 誕生

### 1月
- 1月2日 - ビル・マドロック、元プロ野球選手
- 1月13日 - ベルナール・ロワゾー、フランス料理の料理人（+ 2003年）
- 1月22日 - オンドレイ・ネペラ、フィギュアスケート選手（+ 1989年）
- 1月23日 - チャーリー・スパイクス、元プロ野球選手
- 1月23日 - チェズレイ・サレンバーガー、元パイロット
- 1月25日 - ビル・ヴィオラ、現代美術家
- 1月26日 - ロイ・グッドマン、指揮者・ヴァイオリニスト
- 1月30日 - フィル・コリンズ、ミュージシャン（ジェネシス・ブランドX）

### 2月
- 2月14日 - ケビン・キーガン、元サッカー選手
- 2月15日 - トミー・クルーズ、元プロ野球選手
- 2月18日 - 陳水扁、中華民国総統
- 2月20日 - ゴードン・ブラウン、イギリス首相
- 2月22日 - 売野雅勇、作詞家
- 2月24日 - フランク・オーテンジオ、元プロ野球選手

### 3月
- 3月4日 - サム・パラーゾ、元プロ野球選手
- 3月7日 - ジェフ・バロウズ、メジャーリーガー
- 3月15日 -  盧永夏、韓国 の 囲碁棋士
- 3月17日 - カート・ラッセル、俳優
- 3月20日 - ジミー・ヴォーン、ミュージシャン
- 3月24日 - トミー・ヒルフィガー、ファッションデザイナー

### 4月
- 4月4日 - フン・セン、カンボジアの首相
- 4月14日 - ジュリアン・ロイド・ウェバー、チェリスト
- 4月15日 - ベアトリクス・シューバ、フィギュアスケート選手
- 4月17日 - オリヴィア・ハッセー、イギリスの女優

### 5月
- 5月3日 - 張立、卓球選手（+ 2019年）
- 5月5日 - シプリアン・カツァリス、ピアニスト・作曲家
- 5月15日 -  スティーヴン・ムーア、作家
- 5月23日 - アナトリー・カルポフ、チェスプレイヤー
- 5月24日 - ジャン＝ピエール・バクリ、俳優、脚本家（+ 2021年）
- 5月25日 - ステファニー・ポンド・スミス、元子役 (+ 1998年 ）

### 6月
- 6月3日 - ジル・バイデン、ファーストレディ
- 6月7日 - ボビー・マルカーノ、元プロ野球選手（+ 1990年）
- 6月8日 - ボニー・タイラー、ミュージシャン
- 6月8日 - トニー・ライス、ミュージシャン（+ 2020年）
- 6月9日 - デーブ・パーカー、元メジャーリーガー
- 6月27日 - メアリー・マッカリース、アイルランド大統領

### 7月
- 7月1日 - テレンス・マン、アメリカ合衆国のミュージカル俳優
- 7月5日 - リッチ・ゴセージ、元メジャーリーガー
- 7月16日 - ロン・シェーバー、フィギュアスケート選手
- 7月18日 - 小笠原直樹、実業家（+ 2021年）
- 7月21日 - ロビン・ウィリアムズ、俳優・コメディアン（+ 2014年）
- 7月29日 - ゲーリー・トマソン、元プロ野球選手

### 8月
- 8月5日 - ハッサン・ソービル、国務大臣、大使、高等弁務官
- 8月19日 - ジョン・ディーコン、ミュージシャン
- 8月20日 - ピーター・バラカン、音楽評論家
- 8月20日 - 北原京子、アーチェリー選手
- 8月21日 - グレン・ヒューズ、ミュージシャン
- 8月24日 - オースン・スコット・カード、SF作家
- 8月25日 - ロブ・ハルフォード、ミュージシャン
- 8月27日 - バディ・ベル、メジャーリーガー

### 9月
- 9月5日 - パウル・ブライトナー、元サッカー選手
- 9月7日 - クリッシー・ハインド、ミュージシャン
- 9月9日 - マイケル・キートン、俳優
- 9月15日 - ヨハン・ニースケンス、元サッカー選手
- 9月15日 - ピート・キャロル、アメリカンフットボールコーチ
- 9月15日 - アレクサンドル・ニコラエヴィチ・ミハイロフ、政治家（+ 2020年）
- 9月22日 - デイヴィッド・カヴァデール、ミュージシャン
- 9月27日 - スティーブ・ソパー、レーシングドライバー
- 9月28日 - デヴィッド・レーシッチ、元プロ野球選手
- 9月30日 - バリー・マーシャル、オーストラリアの医師

### 10月
- 10月2日 - スティング、ミュージシャン
- 10月3日 - デーブ・ウィンフィールド、メジャーリーガー
- 10月5日 - ボブ・ゲルドフ、ミュージシャン、政治活動家
- 10月6日 - マンフレッド・ヴィンケルホック、レーシングドライバー（+ 1985年）
- 10月7日 - ジョン・メレンキャンプ、ミュージシャン
- 10月20日 - クラウディオ・ラニエリ、元サッカー選手、サッカー指導者
- 10月26日 - スティーブ・オンティベロス、元プロ野球選手
- 10月26日 - ジュリアン・シュナーベル、画家、映画監督
- 10月26日 - ブーツィー・コリンズ、ミュージシャン

### 11月
- 11月13日 - ラリー・ハーロー、元プロ野球選手
- 11月18日 - ハインリヒ・シフ、チェリスト・指揮者
- 11月23日 - ウェイン・ケージ、元プロ野球選手
- 11月25日 - バッキー・デント、メジャーリーガー
- 11月29日 - 村上知彦、漫画評論家

### 12月
- 12月1日 - ジャコ・パストリアス、ジャズおよびフュージョンベーシスト（+ 1987年）
- 12月6日 - ダニエル・アドニ、ピアニスト
- 12月7日 - ポール・デード、元プロ野球選手
- 12月17日 - コリーン・オコーナー、フィギュアスケート選手
- 12月21日 - 海堂尊、小説家、医師
- 12月23日 - 笑福亭鶴瓶、落語家
- 12月26日 - 松尾銀三、声優、俳優（+2001年）

### 誕生日不詳
- 小川妙子、前衛書道家

## 死去

### 1月
- 1月7日 - ルネ・ゲノン、作家（* 1886年）
- 1月10日 - シンクレア・ルイス、小説家（* 1885年）
- 1月18日 - エミー・カーマイケル、宣教師（* 1867年）
- 1月28日 - カール・グスタフ・エミール・マンネルヘイム、フィンランドの軍人・大統領（* 1867年）
- 1月30日 - フェルディナント・ポルシェ、自動車エンジニア・ポルシェ創業者（* 1875年）

### 2月
- 2月9日 - ネヴィル・ブルワー＝リットン、画家（* 1879年）
- 2月18日 - ライマン・ギルモア、飛行機エンジニア（* 1874年）
- 2月19日 - アンドレ・ジッド、小説家（* 1869年）

### 3月
- 3月6日 - アイヴァー・ノヴェロ、作曲家・歌手・俳優（* 1893年）
- 3月13日 - 原民喜、詩人、小説家 (* 1905年)
- 3月22日 - ウィレム・メンゲルベルク、指揮者（* 1871年）
- 3月24日 - エディ・コリンズ、メジャーリーガー（* 1887年）

### 4月
- 4月2日 - シモン・バレル、ピアニスト（* 1896年）
- 4月6日 - ロバート・ブルーム、古人類学者（* 1866年）
- 4月23日 - チャールズ・G・ドーズ、第30代アメリカ合衆国副大統領（* 1865年）
- 4月26日 - アーノルト・ゾンマーフェルト、物理学者（* 1868年）
- 4月29日 - ルートヴィヒ・ウィトゲンシュタイン、哲学者（* 1889年）

### 5月
- 5月6日 - アンリ・カルトン・ドゥ・ヴィアール、ベルギー首相（* 1869年）
- 5月7日 - ワーナー・バクスター、俳優（* 1889年）
- 5月17日 - 貞明皇后、第123代大正天皇の后（* 1884年）
- 5月31日 - ヘルマン・ブロッホ、小説家・劇作家・評論家（* 1886年）

### 6月
- 6月4日 - セルゲイ・クーセヴィツキー、指揮者（* 1874年）
- 6月7日 - オットー・オーレンドルフ、ナチス・ドイツ親衛隊中将（* 1907年）
- 6月9日 - アドルフ・ブッシュ、ヴァイオリニスト（* 1891年）
- 6月10日 - アンシ、絵本作家・画家（* 1873年）
- 6月21日 - チャールズ・パーライン、天文学者（* 1867年）

### 7月
- 7月9日 - ハリー・ハイルマン、メジャーリーガー（* 1894年）
- 7月13日 - アルノルト・シェーンベルク、作曲家（* 1874年）
- 7月20日 - アブドゥッラー1世、ヨルダン王（* 1882年）
- 7月20日 - ヴィルヘルム・フォン・プロイセン (1882-1951)、ドイツ皇太子（* 1882年）
- 7月23日 - フィリップ・ペタン、ヴェルダンの英雄として有名なフランスの軍人・ヴィシー政府首相（* 1856年）
- 7月23日 - ロバート・フラハティ、映画監督（* 1884年）

### 8月
- 8月14日 - ウィリアム・ランドルフ・ハースト、実業家（* 1863年）
- 8月15日 - アルトゥル・シュナーベル、ピアニスト（* 1882年）
- 8月16日 - 杜月笙、青幇の首領（* 1888年）
- 8月21日 - コンスタント・ランバート、作曲家（* 1905年）

### 9月
- 9月1日 - ヴォルス、画家（* 1913年）
- 9月1日 - ビル・クレム、メジャーリーグ審判（* 1874年）
- 9月14日 - フリッツ・ブッシュ、指揮者（* 1890年）

### 10月
- 10月6日 - オットー・マイヤーホフ、物理学者・生化学者（* 1884年）
- 10月25日 - アメリー・ドルレアン、ポルトガル王カルロス1世の妃（* 1863年）

### 11月
- 11月5日 - レジー・ウォーカー、陸上競技選手（* 1889年）
- 11月5日 - アグリッピナ・ワガノワ、バレエダンサー（* 1879年）
- 11月9日 - シグマンド・ロンバーグ、作曲家（* 1887年）
- 11月13日 - ニコライ・メトネル、作曲家・ピアニスト（* 1880年）

### 12月
- 12月5日 - ジョー・ジャクソン、メジャーリーガー（* 1889年）
- 12月31日 - マクシム・リトヴィノフ、ソビエト連邦外相（* 1876年）

## ノーベル賞
- 物理学賞 - ジョン・コッククロフト（イギリス）、アーネスト・ウォルトン（アイルランド）
- 化学賞 - エドウィン・マクミラン（アメリカ）、グレン・シーボーグ（アメリカ）
- 生理学・医学賞 - マックス・タイラー（南アフリカ）
- 文学賞 - ペール・ラーゲルクヴィスト（スウェーデン）
- 平和賞 - レオン・ジュオー（フランス）